# Wulkenzin
Wulkenzin (pol. hist. Wilkocin) – gmina w Niemczech, w kraju związkowym Meklemburgia-Pomorze Przednie, w powiecie Mecklenburgische Seenplatte, wchodzi w skład Związku Gmin Neverin.